# Coves de Toirano
Les coves de Toirano (en italià: Grotte di Toirano) és un sistema de coves càrstiques al municipi de Toirano, a la província de Savona, Ligúria, Itàlia.

## Descripció
La zona està situada a prop de la ciutat de Toirano, a pocs quilòmetres de la Riviera de Ponent. La sortida "Borghetto Santo Spirito" de l'autopista A10 és a 5 km de les coves. Una de les coves més importants és Bàsura, descoberta el 1950, i refugi de l'ós de les cavernes (Ursus spelaeus).

## Galeria d'imatges

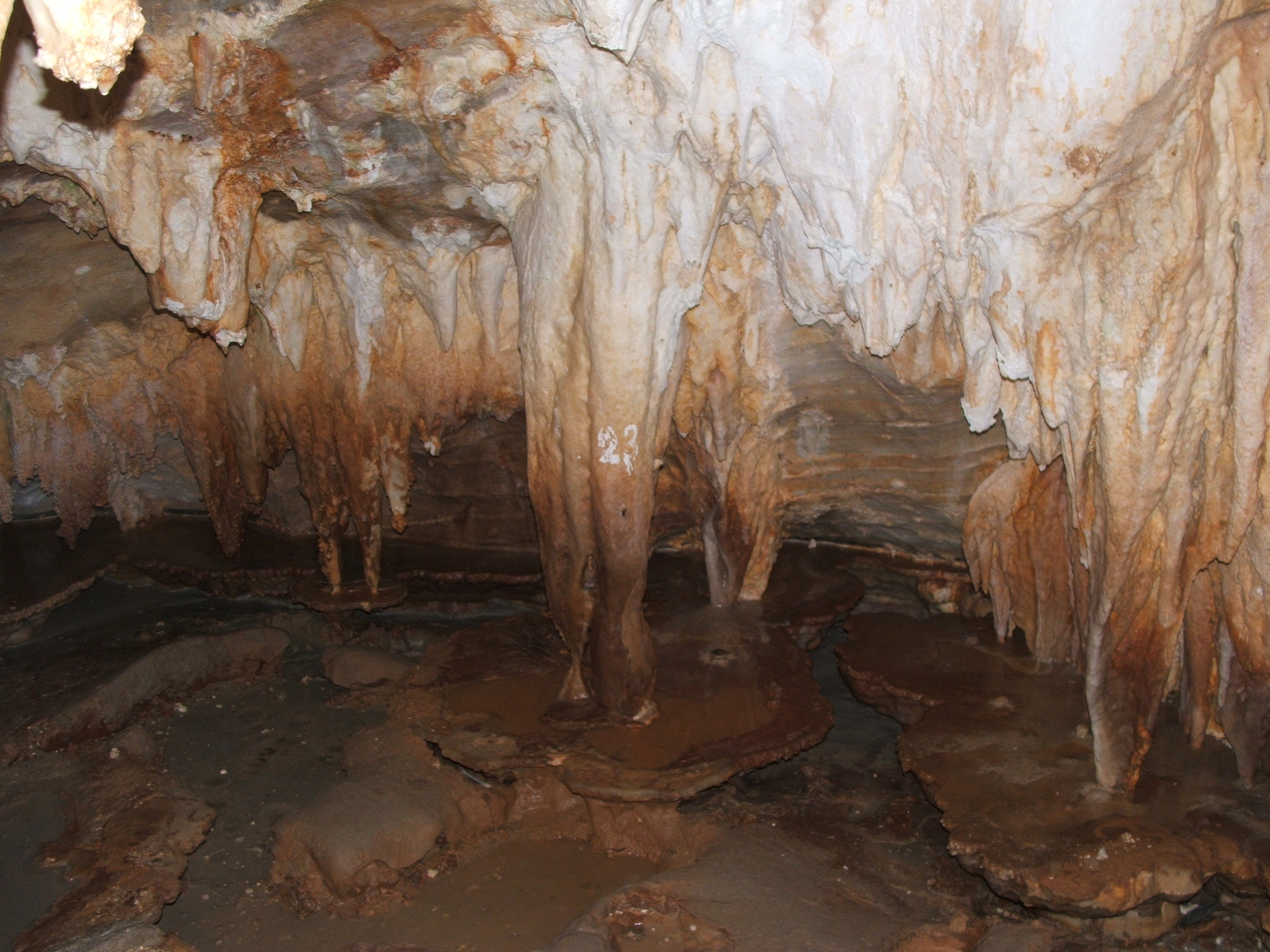
Un grup d'estalactites
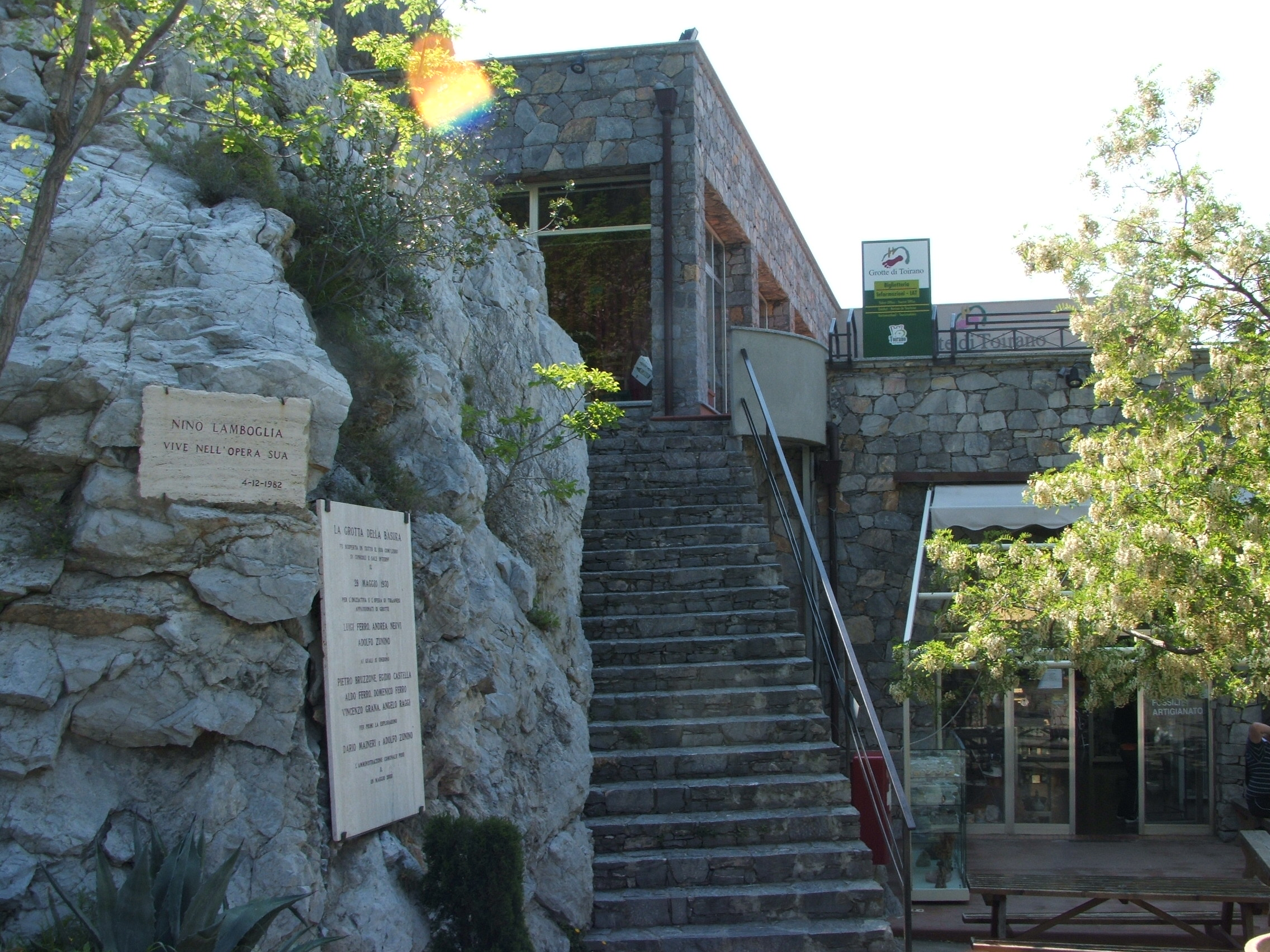
Entrada

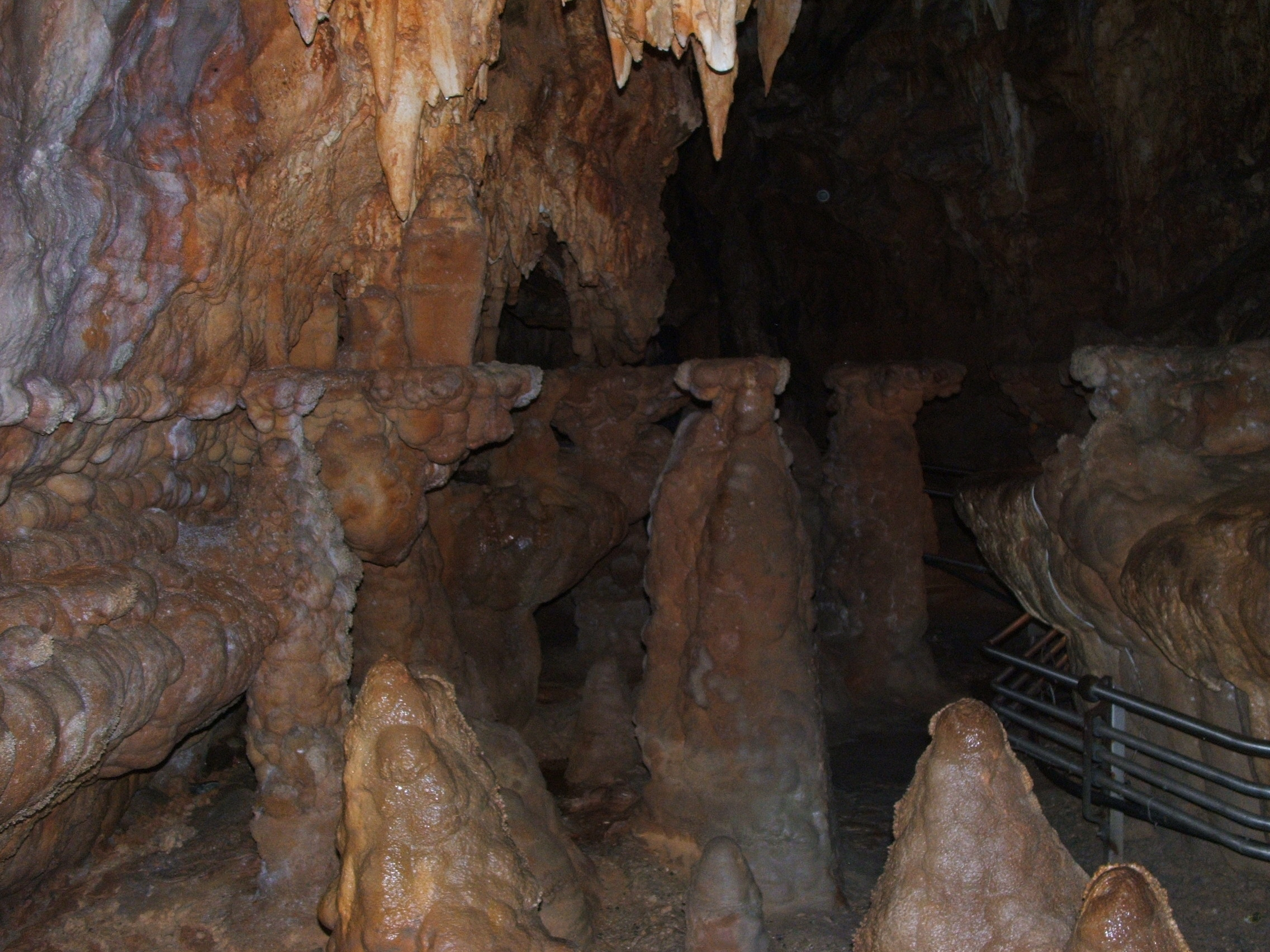
Vista
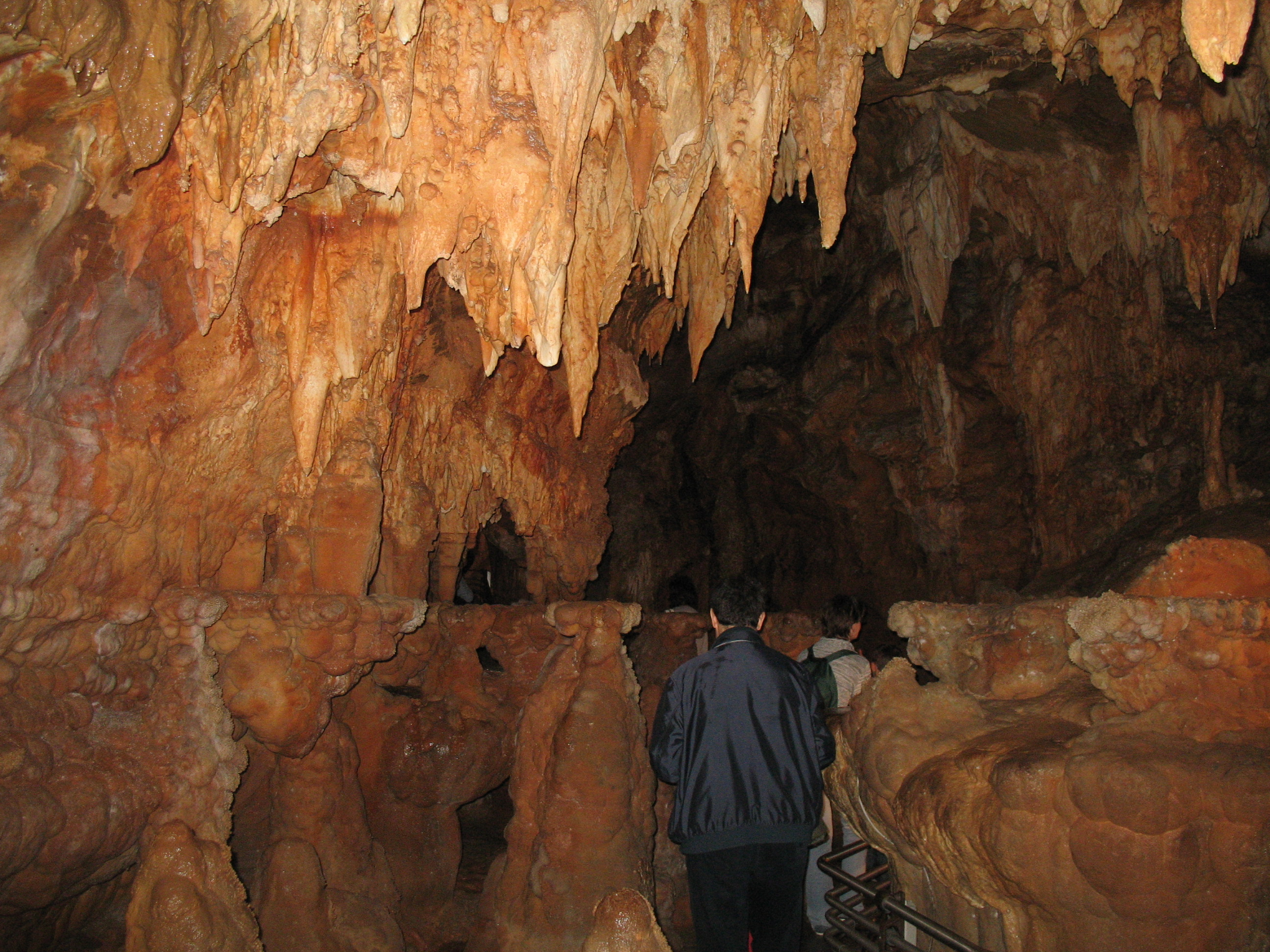
Vista